# Jodi Proznick
 Jodi Proznick  (Surrey, 23 de octubre de 1975) es una bajista de jazz, compositora, educadora y productora canadiense. En 2019 fue nombrada Artista de Jazz del Año en los Western Canadian Music Awards y ha sido nominada a tres premios Juno. Fue galardonada en 2022 con el Lieutenant Governor's Arts and Music Awards por su contribución a la educación musical en la Columbia Británica.

## Primeros años e influencias
Proznick creció en un entorno familiar musical, su padre David Proznick es músico, pedagogo y director de una banda en Surrey.   Siguiendo el consejo de su padre, Jodi empezó tocando el oboe pero tuvo una experiencia tan negativa que al año le dijo a su padre que quería cambiar de instrumento,  y este le dijo que le faltaba un bajista en su banda y así fue como con 13 años empezó a tocar el bajo. Mientras estudiaba en la escuela secundaria de Semiahmoo ganó el "Premio a la Excelencia de General Motors" en 1993.
Después de su graduación y hasta  1998 estudió música en la Universidad McGill de Montreal, donde conoció a su futuro marido, el pianista Tilden Webb,  así como a otros músicos que formarían parte de sus conjuntos  como el batería Jesse Cahill y el saxofonista tenor Steve Kaldestad. Durante su estancia en Montreal, también trabajó con otros destacados artistas de jazz canadienses como Christine Jensen, Kelly Jefferson, Ranee Lee, André White y Greg Clayton . En 1998 ganó el concurso "Sisters in Jazz" de la International Association for Jazz Education (IAJE), una organización sin ánimo de lucro cuyo objetivo es la promoción y la educación del jazz.
En el año 2000 Proznick se trasladó a Vancouver, donde obtuvo en el año 2005 un máster en Educación Artística por la Universidad Simon Fraser y junto con Tilden Webb se convirtieron en miembros destacados de la escena jazzística de esta ciudad y del sello discográfico Cellar Live,  con la que Jodi ha participado en numerosos discos y también los ha producido.

## Carrera profesional
El 25 de junio de 2004 Proznick vive un momento importante de su carrera ya que junto al guitarrista Oliver Gannon, fue telonera de Oscar Peterson quien en esa fecha abría el Festival Internacional de Jazz en el Teatro Orpheum de Vancouver.   Ese mismo año, el cuarteto de Jodi Proznick consigue el Galaxie Rising Star Award en el Festival Internacional de Jazz de Vancouver y poco después, Proznick empezó a trabajar con este cuarteto para grabar su primer disco como líder, Foundations (CL070406),  publicado en 2006 y que fue nominado en la categoría de "Álbum de Jazz Tradicional del Año" en los premios Juno de 2009. También ganó los premios al "Álbum del Año" y al "Grupo Acústico del Año" en los Premios Nacionales de Jazz de 2008.   Proznick ganó el premio al bajista del año en los National Jazz Awards de Canadá en los años 2008 y 2009. 
Ha actuado con la Orquesta Sinfónica de Vancouver, el Coro de Cámara de Vancouver y el Coro Femenino Elektra. Acompañó a Michael Bublé en las ceremonias de clausura y en la banda sonora de los  XXI Juegos Olímpicos de Invierno de 2010 en Vancouver. 
En 2008, cofundó el grupo "Triology" junto al guitarrista Bill Coon y el pianista Miles Black, con el que ha grabado dos álbumes, Triology (CL062113) en 2014 y Stairway to the Stars en 2019. El trío es conocido por sus arreglos improvisados de estándares de jazz así como por sus composiciones propias. El grupo sigue tocando con regularidad. 
En 2017, Proznick publicó su tercer álbum como líder, Sun Songs (CL010118) , que relata la lucha personal que sobrevino tras el diagnóstico de demencia precoz de su madre, así como la llegada de su primogénito. 
El álbum cuenta con la colaboración de su marido Tilden Webb al piano, su cuñado Jesse Cahill a la batería, Steve Kaldestad al saxo tenor y la voz de la cantante Laila Biali. El álbum le valió a Proznick su segunda nominación a los premios Juno en 2019 en la categoría de "Álbum de Jazz Vocal del Año".
Junto con la pianista y pedagoga Amanda Tosoff, Proznick formó en 2022 el "Ostara Project", un supergrupo de jazz formado exclusivamente por mujeres. El proyecto publicó su álbum de debut homónimo en 2022, e incluía a la saxofonista Allison Au, la trompetista Rachel Therrien, la guitarrista Jocelyn Gould, la batería Sanah Kadoura y la vocalista Joanna Majoko.  El álbum fue nominado en la categoría de "Álbum de Jazz Vocal del Año" en los Premios Juno de 2023, lo que supuso la tercera nominación en estos premios para Proznick.  El grupo de Ostara Project ha realizado una gira por Canadá a lo largo de 2022 y 2023, en la que han participado otros músicos como Laila Biali, Shruti Ramani, Virginia MacDonald, Valerie Lacombe y Marianne Trudel.
Proznick es miembro del conjunto de cámara contemporáneo Four Jays y de Jasmine Jazz, una colaboración de su trío de jazz con el Vancouver Chinese Music Ensemble, que toca instrumentos asiáticos tradicionales,  ambos conjuntos nominados a los "Western Canadian Music Awards". Es miembro del cuarteto de fusión indo-jazz Raagaverse, dirigido por la cantante indostaní Shruti Ramani, y también coproduce su álbum de debut Jaya con la discográfica Rhea Records. 
Proznick ha trabajado con la poeta y bailarina Celeste Snowber en los espectáculos multimedia Woman Giving Birth to a Red Pepper en 2013 y Perfect Imperfections: El arte de una vida desordenada en 2018. 
A lo largo de su carrera, Proznick ha tocado el contrabajo en más de 40 grabaciones como músico de sesión. y ha actuado o grabado con otros músicos y/o cantantes como:  Sarah McLachlan, George Coleman, Ed Thigpen, Seamus Blake, George Colligan, Eddie Daniels, Peter Bernstein, Eddie Henderson, Sheila Jordan, David "Fathead" Newman, Bill Henderson, Harold Mabern, Michael Feinstein, Ingrid Jensen, Ryan Kisor, Kitty Margolis, Charles McPherson, Byron Stripling, Bucky Pizzarelli, Jeff Hamilton, Mark Murphy,  Eric Alexander, Lewis Nash, Houston Person, Jim Rotondi,  Brian Dickinson, Phil Dwyer, Kirk MacDonald, Celso Machado, Ian McDougall, Ron Paley, Don Thompson, Guido Basso, P. J. Perry, Dee Daniels y Sal Fererras.

## Actividad docente
Proznick se ha dedicado durante más de 15 años a la enseñanza de música para la primera infancia. Su metodología incluía una combinación de las teorías de fromación musical de Orff Schulwerk, Zoltan Kodály, Émile Jaques-Dalcroze, Maria Montessori y Shin'ichi Suzuki.  Proznick ha enseñado en la Universidad de Capilano y en la Universidad Politécnica de Kwantlen, ambas en la Columbia Británica, donde impartió clases de improvisación, teoría del jazz, historia del jazz, historia de la música popular, bandas de jazz y contrabajo. De 2019 a 2020, fue gerente de Educación y Divulgación Comunitaria de la Orquesta Sinfónica de Vancouver.
En la actualidad, Proznick es Jefa del Departamento de Jazz de la Escuela de Música de la Orquesta Sinfónica de Vancouver. Ha sido profesora y jurado invitada en numerosos festivales, institutos, universidades y ha dado conferencias en todo Canadá, así como en el Centro para las Artes y la Creatividad en Banff, Alberta.
También es codirectora artística de la plataforma de educación musical on-line Music Arts Collective, junto con la educadora y pianista Amanda Tosoff y la directora artística Francesca Fung.
En 2022, Proznick recibió el premio Lieutenant Governor's Arts and Music Awards por su contribución a la comunidad artística y a la educación musical en la Columbia Británica.

## Premios y reconocimientos
| Año  | Nominación / trabajo                                         | Premio                                                                 | Resultado | Referencia |
| ---- | ------------------------------------------------------------ | ---------------------------------------------------------------------- | --------- | ---------- |
| 1993 | A su persona                                                 | General Motors Award of Excellence                                     | Receptora | [ 2 ]      |
| 1998 | A su persona                                                 | IAJE Sisters in Jazz Competition                                       | Ganadora  | [ 18 ]     |
| 2004 | Al Cuarteto de Jodi Proznick                                 | Galaxie Rising Star Award, Festival Internacional de Jazz de Vancouver | Receptora | [ 13 ]     |
| 2008 | Al Cuarteto de Jodi Proznick                                 | Grupo Acústico del Año, National Jazz Awards                           | Ganador   | [ 18 ]     |
| 2008 | Álbum: Foundations                                           | Álbum del Año, National Jazz Awards                                    | Ganador   | [ 2 ]      |
| 2008 | A su persona                                                 | Bajista del Año, National Jazz Awards                                  | Ganadora  | [ 19 ]     |
| 2009 | A su persona                                                 | Bajista del Año, National Jazz Awards                                  | Ganadora  | [ 19 ]     |
| 2009 | Álbum: Foundations                                           | Álbum de Jazz Tradicional del Año, Premios Juno                        | Nominado  | [ 2 ]      |
| 2019 | Álbum: Sun Songs                                             | Álbum de Jazz Vocal del Año, Premios Juno                              | Nominado  | [ 19 ]     |
| 2019 | A su persona                                                 | Artista de Jazz del Año, Western Canadian Music Awards                 | Ganadora  | [ 19 ]     |
| 2021 | A la agrupación musical: Vetta Chamber Music (como invitada) | Artista Clásico/Conjunto del Año, Western Canadian Music Awards        | Nominada  | [ 20 ]     |
| 2022 | A su persona                                                 | Lieutenant Governor's Arts and Music Awards                            | Receptora | [ 17 ]     |
| 2023 | Álbum:The Ostara Project                                     | Álbum de Jazz Vocal del Año, Premios Juno                              | Nominado  | [ 21 ]     |
| 2023 | Al grupo: Jasmine Jazz (como invitada)                       | Artista Instrumental del Año, Western Canadian Music Awards            | Ganador   | [ 22 ]     |

## Discografía

### Como líder
| Año lanzamiento       | Fecha grabación          | Título               | Discográfica | Personal/Notas | Referencia |
| --------------------- | ------------------------ | -------------------- | ------------ | --- | ---------- |
| 2006                  | 2006                     | Foundations          | Cellar Live  | Con: Jodi Proznick (b), Steve Kaldestad (ts), Tilden Webb (p) y Jesse Cahill (d)                                                                     | [ 23 ]     |
| 2013                  | 2013                     | Triology             | SoundCloud   | Con Triology: Jodi Proznick (b), miles Black (p), Bill Coon (g).                                                                                     | [ 24 ]     |
| 2017                  | 25-26 de febrero de 2017 | Sun Songs            | Cellar Live  | Con: Jodi Proznick (b), Steve Kaldestad (ts), Tilden Webb (p), Jesse Cahill (d) y Laila Biali (voc).                                                 | [ 19 ]     |
| 2019                  | 2020                     | Starway to the Stars | SoundCloud   | Con Triology: Jodi Proznick (b), Miles Black (p), Bill Coon (g).                                                                                     | [ 24 ]     |
| 14 de febrero de 2022 | 18 de noviembre de 2022  | The Ostara Project   | Cellar 20    | Con Ostara: Jodi Proznick (b), Allison Au (as), Rachel Therrien (tp), Amanda Tosoff (p), Jocelyn Gould (g), Sanah Kadoura (d) y Joanna Majoko (voc). | [ 25 ]     |
| 2024                  | 2024                     | Roots and Wings      | Cellar 20    | Con Ostara: Jodi Proznick (b), Allison Au (as), Rachel Therrien (tp), Amanda Tosoff (p), Jocelyn Gould (g), Sanah Kadoura (d) y Joanna Majoko (voc). |            |

Abreviaturas de instrumentos musicales: as (saxofón alto), b (contrabajo), bars (saxofón barítono), cl (clarinete), d (batería), fl (flauta travesera), g (guitarra de jazz), p (piano), ss (saxofón soprano), tb (trombón), tp (trompeta), ts (saxofón tenor), vib (vibráfono), voc (vocalista, cantante).

### Como músico de sesión
- 1998 – Something Personal – Con la McGill Jazz Orchestra Dirigida por Gordon Foote (Nu-Jazz Records, NJZ-003) [27]
- 1999 – Realtime – Sienna Dahlen
- 2002 – Little Temptations – Sienna Dahlen
- 2003 – Live at the Cellar – Con el Cuarteto de Charles McPherson (Cellar Live, CL000726) [28]
- 2004 – Cellar Groove – Con el Trío de Tilden Webb Trio con David "Fathead" Newman (Cellar Live, CL121204)
- 2005 – The Time Is Now – Con el Trío de Joel Haynes (Cellar Live, CL050925) [29]
- 2005 – Live from Lotus Land – Mike Rud (Cellar Live, CL041605) [30]
- 2006 – Run with It – Con el Grupo de James Danderfer (Cellar Live, CL122005)
- 2007 – Chances Are – Jane Fair (Cellar Live, CL033003)[31]
- 2007 – Feel This – Kia Kadiri (Maximum Music Group, MAX14802) [32]
- 2007 – Contemplation – Christie Grace (Cellar Live) [33]
- 2008 – No Boundaries – Con Bill Coon y Ron Peters (Modern Hot Records, MHR 020) [34]
- 2008 – Transitions – Con el Trío de Joel Haynes Trio con Seamus Blake [35]
- 2008 – Live at the Cellar, Vol. 1 – George Evans (M-Swing Music)[36]
- 2008 – It's Always You – Luis Giraldo (J-Music, AMPCD-003)
- 2009 – Memory Cafe –  Steve Maddock[37]
- 2009 – Fresh– Bria Skonberg (Lighter Than Air Records, LTAR10609)
- 2009 – Low Down, West Broadway – Joe Coughlin (Roadhouse)[38]
- 2009 – Too Much to Do – Nick La Riviere (CD baby) [39]
- 2010 – Sounds of Vancouver 2010: Opening Ceremony Commemorative Álbum – Con la Orquesta Olímpica Vancouver (EMI Records)
- 2010 – Blow-Up – Con el Cuarteto de Steve Kaldestad (Cellar Live, CL053109) [40]
- 2010 – Chez Nous: Christmas with Elektra –  Con el Coro Elektra de Mujeres (Elektra Women's Choir, EWC1001) [41]
- 2011– Just Like That – Con el Trío de Tilden Webb con Cory Weeds (Cellar Live, CL031311) [42]
- 2011 – Down in the Bottom – Con los Nightcrawlers con la Big Band Sound (Cellar Live, CL072010) [43]
- 2011 – Anywhere But Here – Janice Finlay (Manitoba Film & Music, JFCD0111) [44]
- 2012 – JazzSpeak – Ralf Buschmeyer (Cronograph Records)[45]
- 2012 – Sunalta – Jon McCaslin (Cellar Live, CL051411)[46]
- 2012 – Live at the Cellar – Amanda Tosoff (Oceans Beyond Records)[47]
- 2013 – Live at Cory Weeds' Cellar Jazz Club – Con el Trío de Tilden Webb con Peter Bernstein (Cellar Live, CL042613) [48]
- 2014 – Change Partners: Live at the Yardbird Suite – Champian Fulton (Cellar Live, CL050114) [49]
- 2014 – Easy Sailing – Con el Cuarteto de Oliver Gannon (Cellar Live, CL120013) [50]
- 2014 – Invitations – Con el Quinteto de Jerrold Dubyk.  (Death Defying Records)[51]
- 2015 – Trio3 YVR –  Jon McCaslin[52]
- 2015 – Drinky – Tim Tamashiro (Cellar Live, CL100215) [53]
- 2016 – This Bitter Earth – Jaclyn Guillou (Solid Singer Music Inc., SSM104) [54]
- 2017 – Keep Christmas With You – Katherine Penfold (Justin Time, JTR 8605-2) [55]
- 2018 – Step Up –  Con el Cuarteto de Miles Black y David Rehorick[56]
- 2019 – Loving Memory –  Gary Macdonald
- 2021 – Live at Cory Weeds' Cellar Jazz Club – Con el Trío de Tilden Webb con Joe Magnarelli y Gary Smulyan.
- 2021 – Tango-Klezmer-Jazz – Vetta Chamber Music con Four Jays.
- 2022 – Love for Connoisseurs – Angela Verbrugge (Gut String Records)[57]
- 2023 – Jasmine Jazz – Vancouver Chinese Music Ensemble con el Trío de Jodi Proznick. [58]
- 2023 – Within the Stream – Noah Franche-Nolan[59]
- 2024 – Dunbar Heights – Con el Trío de Allison Au.
- 2024 – Jaya –  Raagaverse[13]